# Ланцетниковые
Ланце́тниковые (лат. Branchiostomatidae) — единственное семейство в классе ланцетников (Leptocardii) подтипа бесчерепных (Acrania). Наиболее известный представитель семейства — европейский ланцетник (Branchiostoma lanceolatum).

## Филогенетическое происхождение и изучение
Филогенетическое прошлое ланцетников очень мало изучено за неимением достаточного количества окаменелых остатков. Потенциал фоссилизации головохордовых очень мал, так как животные мягкотелы. Однако известно, как показали одни из немногочисленных окаменелостей, например, Pikaia и Cathaymyrus, отнесённые к нижнему кембрию и предкам головохордовых, ланцетники за последние сотни миллионов лет почти не изменились.
Семейство ланцетниковых рассматривают как ключевую позицию в эволюционных процессах, ведущих к возникновению позвоночных животных. В особенности это касается личинок ланцетников, которые представляют большой интерес для изучения происхождения позвоночных животных от беспозвоночных, так как в течение личиночной стадии они способны к плаванию посредством либо эпидермальных ресничек, либо мускульных ундуляций, что делает их уникальными.
Особый интерес к ланцетникам проявлялся в XIX веке, после появления ныне устаревшей теории рекапитуляций Эрнста Геккеля, которая заявляла о микрокосмическом повторении филогенеза онтогенезом. Так, наличие хорды у отдельных низших животных было истолковано как доказательство роли этих животных в эволюции позвоночных. Вторая волна изучения ланцетников поднялась примерно в 60-х годах XX века с прогрессом электронной микроскопии. Сейчас вопросы касательно происхождения ланцетников и их филогенетического родства с позвоночными решаются методами молекулярной биологии и генетики.

## Классификация
На декабрь 2017 года в семейство включают 3 рода:
- Asymmetron Andrews, 1893 — Ланцетники-асимметроны[2];
- Branchiostoma Costa, 1834 — Ланцетники;
- Epigonichthys Peters, 1876 — Ланцетники-эпигонихты[2].